# Pseudonapomyza acanthacearum
Pseudonapomyza acanthacearum este o specie de muște din genul Pseudonapomyza, familia Agromyzidae, descrisă de Spencer în anul 1959. Conform Catalogue of Life specia Pseudonapomyza acanthacearum nu are subspecii cunoscute.